# زیردریایی روبیس (اس۶۰۱)
زیردریایی روبیس (اس۶۰۱) (به فرانسوی: Rubis (S601)) یک زیردریایی بود که طول آن ۷۳٫۶ متر (۲۴۱ فوت) بود. این زیردریایی در سال ۱۹۷۹ ساخته شد.